# Hail Caesar
Hail Caesar è un film del 1994 diretto da Anthony Michael Hall ed interpretato da lui stesso.

## Trama
Per Caesar sono tempi difficili e divide il suo tempo tra la sua band e la sua ragazza ricca, Buffer, il cui padre lo odia. Il padre di Buffer chiama Caesar per una scommessa: se Caesar riesce a fare 100000 $ in 6 mesi allora Buffer sarà sua se invece non ci riesce sarà bandita dalla sua vita.